# Don't Look Under the Bed
Don't Look Under the Bed (título en español: No mires bajo la cama) es una Película Original de Disney Channel transmitida por primera vez en Estados Unidos el 9 de octubre de 1999, por Disney Channel. Esta fue la primera Película Original de Disney Channel en ser clasificada TV-PG debido a las escenas de miedo.

## Argumento
La pequeña ciudad de pastoral de Middleberg ha sido objeto de algunos sucesos extraños, incluyendo relojes de alarma que suenan antes de tiempo, perros que aparecen en los tejados de las casas, gelatina en la piscina de la comunidad, y más preocupante aún, la letra "B" inexplicablemente aparecen pintadas por toda la ciudad.
Frances McCausland (Erin Chambers), una adolescente normal, altamente inteligente, se encuentra a sí misma en el centro de las extrañas idas y venidas, y justo o no, ella se convierte en el punto principal para la mayoría de las sospechas de la ciudad con respecto a los acontecimientos inusuales.

## Amigos imaginarios
En la película, los amigos imaginarios son seres asignados a los niños que necesitan su ayuda y compañía por cualquier razón. Los amigos imaginarios son invisibles para los adultos y los niños que no creen en ellos, pero son visibles para los niños pequeños y sus niños asignados. Los amigos imaginarios no envejecen y son prácticamente indestructibles; Larry sobrevivió a un ataque del Boogeyman que habría matado a un ser humano. Si un niño deja de creer en un amigo imaginario antes de que se supone, el amigo imaginario se transformará en un Boogeyman. Una vez transformados son oscuros, parodias monstruosas de los seres que alguna vez estuvieron con los excepcionalmente poderosos rencorosos sobre sus antiguos cargos, los buscan y tratan de destruirlos. La única cura conocida es que el niño crea en el amigo imaginario de nuevo.

## Reparto
- Erin Chambers - Frances Bacon McCausland.
- Jake Sakson - Darwin McCausland, el hermano de Frances.
- Eric "Ty" Hodges II - Larry Houdini, el amigo imaginario de Darwin.
- Robin Riker - Karen McCausland, la mamá de Frances.
- Steve Valentine - Boogeyman, el antagonista principal.
- Stephen Tobolowsky - Michael McCausland, el papá de Frances.
- Rachel Kimsey - Zoe, la vieja amiga imaginaria de Frances.

## Recepción
Aunque la película fue del agrado de los fanes y algunos críticos, la película habría recibido algunas quejas de los padres de familia que encontraron a la película demasiado terrorífica y oscura para los gustos de los niños.[cita requerida] Disney aparentemente tuvo problemas similares en la producción de películas con temas oscuros en la década de 1980,[cita requerida] especialmente con la película de 1983 Something Wicked This Way Comes. Una vez que Disney decidió comenzar a hacer en mayoría comedias, el cine y otras películas dirigidas a horror (por ejemplo, Tower of Terror), fueron sacadas de rotación incluso durante Halloween, aunque Tower of Terror fue presentada por Disney, y no forma parte de la colección de Películas Originales de Disney Channel. Sin embargo, la película es transmitida a veces alrededor de la medianoche, hora del Pacífico, en Disney Channel.